# Wallfahrtskirche von Novareia

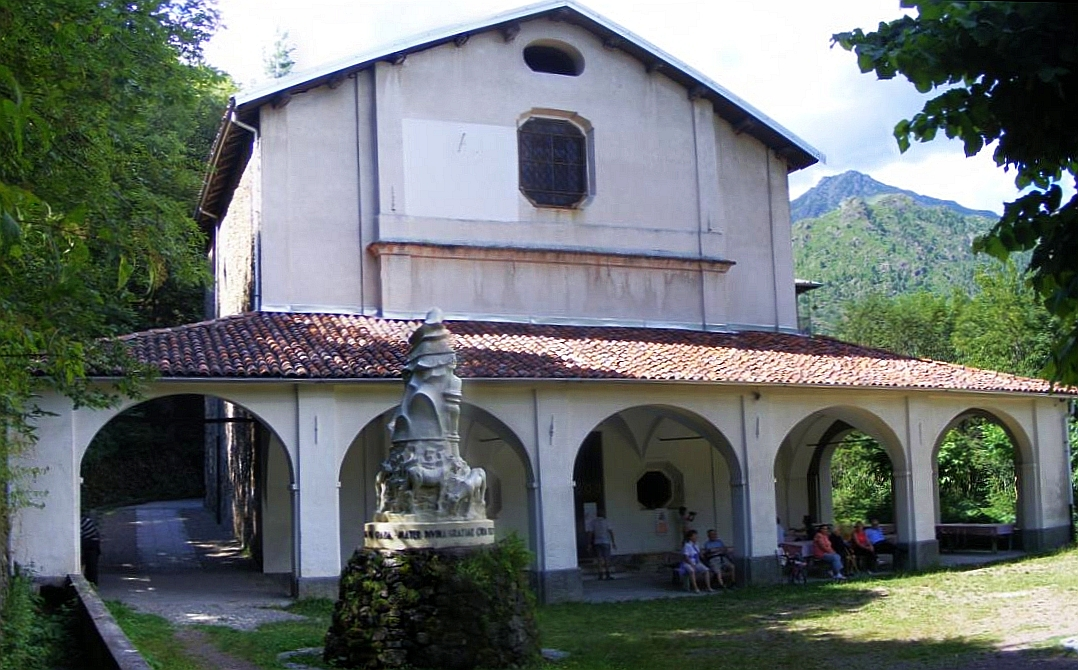
Die Kirche

Die Wallfahrtskirche von Novareia (italienisch Santuario della Novareia) ist ein Sakralbau, der der Gnadenreichen Madonna geweiht ist. Sie liegt am Eingang zum Valsessera-Tal in der Gemeinde Portula in ca. 750 m Höhe umgeben von Wäldern.

## Geschichte
Die Wallfahrtsstätte wurde an dem Ort errichtet, an dem eine ältere Frau, Antonina Cravetta, ca. 1650 eine Marienerscheinung gehabt haben soll. Bei ihrer Erscheinung soll die Jungfrau darum gebeten haben, eine Kirche zu errichten. Allerdings wurde zunächst nur eine kleine Kapelle aus Zweigen und Laubwerk gebaut.
Der Bau des jetzigen Gebäudes erfolgte nach einer angeblichen zweiten Erscheinung, die Giacomo di Michel 1712 hatte und von einer wundertätigen Heilung begleitet war. Die Kirche aus dem 18. Jahrhundert enthält einen Holzaltar von Aurelio Termine und wurde im Lauf des 19. Jahrhunderts fertiggestellt. Vor der einfachen und eleganten Giebelfassade liegt ein ausgedehnter Portikus, der als Rastplatz für die Pilger genutzt wird. Auf dem Platz vor der Kirche wurde eine Statue zu Ehren der Jungfrau aufgestellt.
Die Wallfahrtsstätte von Novareia ist mit dem Auto auf einer 3,5 km langen unbefestigten Straße vom Ortsteil Castagnea aus erreichbar, aber normalerweise gelangt man zu Fuß dorthin. Sie ist einer der Andachtsorte, die an den beiden Wanderwegen CoEUR und Weg von San Carlo von historischem, kunstgeschichtlichem und religiösem Interesse liegen.